# 新潟城
新潟城（にいがたじょう）は、戦国時代の一時期に存在したとされる日本の城。舟岡城、白山城ともいう。
現在の新潟県新潟市中央区一番堀通町、白山神社および白山公園の位置にあったと比定されているが確かではない。

## 歴史・沿革
「ニイガタ」の地名は永禄年間の史料に見られ、この当時すでに町があったことが窺える。上杉謙信は信濃川と阿賀野川の合流地点である沼垂湊・蒲原津・新潟津の三か津に代官を置いて物流と軍事を掌握したといわれている。
謙信が春日山城で死去（1578年）した後に始まった御館の乱での論功行賞の不満から、新発田重家の乱が勃発（1581年）。新発田軍勢は新潟津を奪取、このとき砂州を改修して同年に築城したといわれている。
重家の乱を鎮圧するためとして天正11年（1583年）に出陣した上杉景勝の軍勢は火矢により城を炎上させるも落城せず持ちこたえた。しかし天正13年（1585年）11月20日、上杉景勝家臣の宮島三河守の計略によって落城した。
現在遺構は見つかっていないものの、岡山大学の『池田家文庫』に絵図が残されている。これに従えば、河川に接した縄張りを城壁で囲み、3層の楼閣2棟・平屋の屋敷2棟・水辺の3層の櫓1棟を備えていたことになる。